# Franz Nagel
Franz Nagel (Aschbach, 1934) is een Oostenrijks componist en muziekpedagoog.
Nagel werd na zijn muziekstudie in 1970 directeur van de muziekschool Sankt Valentin. Als componist schreef hij marsen en kerkmuziek voor harmonieorkest. Van hem zijn de Europa-Messe (1985) en de Trauermesse (1992) ook buiten Oostenrijk bekend.

## Composities

### Werken voor harmonieorkest
- 1985 Europa-Messe, voor harmonieorkest
- 1992 Trauermesse, voor harmonieorkest
- Hoch Sankt Valentin, mars
- Niederösterreich-Marsch
- Stadt-Haager-Marsch